# Стив Ъруин
Стивън Робърт Ъруин (на английски: Stephen Robert Irwin), също Стийв Ъруин, известен като Ловеца на крокодили, е австралийски естественик и телевизионна звезда.

## Биография
Познат е предимно от телевизионния сериал „Ловецът на крокодили“ – оригинален научнопопулярен филм за животните в дивата природа, излъчван по цял свят, с участието на съпругата му Тери Ъруин. Те притежават и поддържат собствена зоологическа градина, наречена Австралийски зоопарк (Australia Zoo), в щата Куинсланд. Имат 2 деца: по-голяма дъщеря Бинди Ъруин (р. 1998) и по-малък син Робърт.
От ентусиазиран ловец на крокодили Ъруин успява да изгради международна телевизионна кариера и същевременно да развие активна дейност за опазване на околната среда и популяризиране на туризма. Той е заклет природозащитник.
Подценяването на опасностите и рисковете, които крие дивата природа, често е повод за критика към стила му на живот. Сред многото случаи, при които показва ненужна храброст, е случката през януари 2004 г., когато държи едномесечния си син в едната ръка, а с другата храни 3,8-метров крокодил.
Стив Ъруин загива на 4 септември 2006 г., когато при гмуркане по време на снимки в района на Големия бариерен риф скат го убожда в зоната около сърцето с отровния шип на опашката си.